# 니콜 파리아
니콜 파리아(힌디어: निकोल फ़रिया, 영어: Nicole Faria, 1990년 2월 9일 ~ )는 인도의 미인 대회 우승자, 모델, 배우이다. 2010 미스 어스 우승자이다.